# Кандусс, Исмаэль
Исмаэ́ль Канду́сс (фр. Ismaël Kandouss; род. 12 ноября 1997, Лилль) — мароканский футболист, защитник клуба «Гент» и сборной Марокко. Выступает на правах аренды за клуб «Аль-Оруба».

## Клубная карьера
Кандусс — воспитанник клуба «Дюнкерк». 9 марта 2018 года в матче против «Конкарно» он дебютировал в Лиге 3. В начале 2019 года Кандусс перешёл в бельгийский «Юнион». 20 января в матче против «Ауд-Хеверле Лёвен» он дебютировал в бельгийской Челлендж-лиге. 21 сентября в поединке против «Вестерло» Исмаэль забил свой первый гол за «Юнион». В 2021 году игрок помог клубу выйти в элиту. 25 июля в матче против «Андерлехта» он дебютировал в Жюпиле лиге.
Летом 2023 года Кандусс перешёл в «Гент». Сумма трансфера составила 3 млн. евро. 6 августа в матче против «Мехелена» он дебютировал за новый клуб. 